# Recording Industry of South Africa
Recording Industry of South Africa (RiSA) är en branschorganisation för skivindustrin i Sydafrika. Tidigare hette den Association of the South African Music Industry (ASAMI), och bildades under 1970-talet. Organisationer består av uppskattningsvis 2 000 medlemmar, inklusive de fyra stora skivbolagen, Sony Music, Universal Music, EMI och Warner Bros. Records (del av Gallo Warner i Sydafrika).
RiSA delar ut det årliga priset South African Music Awards (SAMAs), och utfärdar certifieringar för albumförsäljningar. Tidigare publicerade man även en top 20-lista, men så är inte längre fallet. Man representerar också Sydafrika i International Federation of the Phonographic Industry.